# Josef Lhota
Josef Lhota, křtěný Josef Augustin (12. března 1895 Rakovník - 1982 Praha), byl český malíř, ilustrátor, grafik a loutkář.

## Život
Josef Lhota pocházel s rakovnické dynastie Lhotů. Narodil se v Rakovníku do rodiny profesora Augustina Lhoty a jeho ženy Mathildy roz. Burkové. Vyrůstal spolu se staršími sourozenci, bratrem Antonínem (*1884) a sestrou Rudfínou (*1888). Oba bratři měli nadání pro výtvarné umění v čemž je podporoval i jejich otec, který působil na rakovnické reálce coby profesor kreslení. Josef absolvoval základní a střední školu v rodném městě a za dalším vzděláním odešel do Prahy.
V Praze absolvoval v letech 1913-1916 tři ročníky všeobecné školy umělecko-průmyslové u prof. E. Dítěte a následně jeden rok navštěvoval speciální školu u prof. J. Schikanedra. V dalším studiu pokračoval v letech 1917–1921 na malířské akademii u prof. M.Pirnera, během výuky získal státní stipendium per 400 Kč.
Josef Lhota se zabýval, mimo jiného i tvorbou loutek, návrhů loutkových kostýmů a zhotovil i proscénium a opony pro loutkové divadlo Procul Negotiis a rovněž zde působil jako loutkář. V roce 1930 zhotovil pro rodinné loutkové divadlo rodiny Scheinerů proscénium, oponu a loutky a v následujícím roce navrhl kostýmy loutek pro hru Jariny Scheinerové Na Válečné stezce.
Maloval figurální obrazy, podobizny, genry, kreslil ilustrace a ex libris, portrétoval významné osobnosti politického života, např. presidenta T. G. Masaryka a další.

### Protektorát Čechy a Morava
Během nacistické okupace Československa byl vedoucím rakovnické pobočky organizace Vlajka. Po skončení války byl za tuto kolaborantskou činnost odsouzen k dvacetiletému vězení.

## Zastoupení ve sbírkách galerií a muzeí
- Moravská galerie v Brně[11]
- Galerie moderního umění v Roudnici nad Labem
- Památník národního písemnictví
- Západočeská galerie v Plzni

## Výstavy

### Kolektivní
- 1933 Sto let rakovnické reálky 1833-1933, Rakovník
- 1939 Národ svým výtvarným umělcům, Praha
- 1996 Malířská dynastie Lhotů a Rakovník, Rabasova galerie Rakovník